# Oddo Biasini
Oddo Biasini (Cesena, 13 maggio 1917 – Cesena, 8 luglio 2009) è stato un politico e partigiano italiano, deputato per cinque legislature e due volte ministro.

## Biografia
Dopo essersi laureato in lettere all'Università di Firenze nel 1940 e aver militato nel 1944 come partigiano del PRI, assieme ad amici come Libero Gualtieri e Osvaldo Abbondanza, insegnò italiano e latino al Liceo Scientifico di Cesena, quindi al Liceo Classico di Rimini, diventando dal 1958 al 1968 preside del Liceo Scientifico di Cesena. 
Impegnato in politica con il Partito Repubblicano Italiano, viene eletto per la prima volta deputato nel 1968. Ha ricoperto il ruolo di Sottosegretario alla Pubblica istruzione del Governo Rumor I (dal 14 dicembre 1968 al 5 agosto 1969), del Governo Rumor III (dal 2 aprile 1970 al 6 agosto 1970) e del Governo Colombo (dal 7 agosto 1970 al 6 marzo 1971).
Uomo di fiducia di Ugo La Malfa,dal 1975 al 1979 fu segretario nazionale del PRI. In quel periodo fu anche capogruppo parlamentare del suo partito dal 16 dicembre 1974 al 24 febbraio 1976 e dal 15 luglio 1976 al 19 giugno 1979.
In seguito fu Ministro per i beni culturali e ambientali del Governo Cossiga II (dal 4 aprile 1980 al 18 ottobre 1980), ricoprendo la medesima carica anche nel successivo Governo Forlani (dal 18 ottobre 1980 al 28 giugno 1981).
Ricoprì anche la carica di vicepresidente della Camera dei deputati nella IX legislatura, dal 19 luglio 1983 al 1º luglio 1987, quando poi concluse il proprio mandato parlamentare.
È morto all'età di 92 anni nel luglio 2009.
Nel maggio 2017 è stato celebrato nell'Aula magna della Biblioteca Malatestiana il centenario della sua nascita.